# Isshikia japonica
Isshikia japonica är en tvåvingeart som först beskrevs av Jacques-Marie-Frangile Bigot 1892.  Isshikia japonica ingår i släktet Isshikia och familjen bromsar. Inga underarter finns listade i Catalogue of Life.